# 符尾

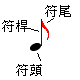
音符的各部位

符尾為音符中連接着符桿的部分，其數量標示該音符的時值，如八分音符有一個，十六分音符有兩個，如此類推，而四分音符或更長的時值則沒有符尾。而若符桿在符頭的上方，符尾在符桿右方，尖端朝下；若符桿在符頭的下方，符尾也在符桿右方，尖端朝上。當數個有符尾的音符相連出現，多會以符槓互相連接而取代符尾。

## 另見
- 音符時值
- 符頭
- 符桿
- 符槓